# Zorotypus longicercatus
Zorotypus longicercatus är en jordlusart som beskrevs av Andrew Nelson Caudell 1927. Zorotypus longicercatus ingår i släktet Zorotypus och familjen Zorotypidae. Inga underarter finns listade i Catalogue of Life.